# Аполлоний Халкедонский
Аполло́ний Халкедо́нский (др.-греч. Ἀπολλώνιος; II век) — философ-стоик, один из учителей Марка Аврелия и Луция Вера.
Согласно Диону Кассию, был приглашён Антонином Пием в Рим из Афин для воспитания его приёмного сына Марка Аврелия.
Впоследствии в «Размышлениях» Марк Аврелий высоко отзывался об Аполлонии Халкедонском. По его словам, от Аполлония он воспринял «независимость и спокойствие перед игрой случая; чтобы и на миг не глядеть ни на что, кроме разума, и
всегда быть одинаковым».